# علما الشعب
علما الشعب (به عربی: علما الشعب) یک منطقهٔ مسکونی در لبنان است که در شهرستان صور واقع شده‌است.